# Goliardía
La Goliardía es una asociación estudiantil (sobre todo universitaria) tradicional en Italia.
Actualmente (datos de 2002) existen alrededor de 80 asociaciones de este tipo en todas partes del país, en unas 25 ciudades universitarias, pero principalmente en la Italia septentrional y central (Bolonia, Módena, Parma, Padua, Florencia, Turín, Trieste, entre otras). En años recientes, el movimiento tiene presencia incluso en la parte italiana de Suiza (Tesino y Grisones). 
En este círculo, a la necesidad del estudio se unen el gusto de la transgresión, la búsqueda de la ironía y el placer de la compañía y de la aventura.
Los rasgos connotativos del fenómeno son comunes a más grupos italianos, pero son también similares a otras organizaciones europeas y estadounidenses.

## Etimología
La palabra "goliardo", o mejor "goliarda", es a menudo considerada la contracción de "Golía Abelardo". Se trata en realidad de un calco del francés "goliard", que significa "que tiene que ver con Golía, secuaz de Golía" (en el modelo de"Montaigne" > "montagnard"). Golía es el sobrenombre de Pedro Abelardo, un personaje contradictorio (fue abad e intelectual) que vivió en el siglo XII y fue fundador de este movimiento y estilo de vida, así como adversario intelectual de San Bernardo de Claraval. 
Desde la Edad Media existe también una corriente goliarda en literatura, que ha tenido su mejor exponente en Cecco Angiolieri.
"Goliardo" es además un adjetivo que puede ser usado asimismo fuera del contexto susodicho. De hecho, puede definirse como tal cualquier comportamiento en el cual estén presentes la jocosidad y la profanidad al límite del escarnio.

## Estructura y organización
La Goliardía está, primero que todo, dividida en Órdenes, es decir, congregaciones de goliardas con historia y tradiciones propias. Cada Orden está organizado como una jerarquía que tiene su vértice en un Jefe de Orden.
Cada ciudad que sea sede de una Universidad tiene un Orden Soberano que tiene la tarea de gobernar la ciudad. El Jefe de Orden del Orden Soberano es llamado generalmente Jefe de Ciudad y tiene poderes absolutos sobre todos los Órdenes Vasallos. Los Jefes de Ciudad tienen usualmente nombres que se burlan de instituciones o símbolos locales.
Bajo el Orden Soberano se encuentran los Órdenes Vasallos, también gobernados por un Jefe de Orden, subalterno al Jefe de Ciudad.
Finalmente, los Órdenes que tienen sede en ciudades no universitarias, se denominan Órdenes Menores.
En general, los Órdenes están abiertos a todos los estudiantes, pero existen excepciones. En Florencia, los Órdenes Goliárdicos están estructurados por facultades, mientras que en Parma existe un Orden solamente femenino. Existen Órdenes que aceptan solamente goliardas provenientes de determinadas regiones de Italia. Además, existen Órdenes sin confines territoriales.
Las ciudades son vistas como Estados, justo como en los tiempos de las Ciudades-Estado. De hecho, cuando un Orden visita a otro en otra ciudad, se dice en jerga que"va al exterior".
Normalmente al interior de los Órdenes goliárdicos no están en vigor regímenes de tipo democrático. Cada Orden está dotado de una jerarquía precisa, que usualmente cada miembro recorre (hacia una posición superior, o, en caso de deméritos graves, hacia una inferior) a juicio del Jefe de Orden.
La sucesión de Jefes de Orden puede suceder de varias formas. Algunos ejemplos son:
- Por abdicación (el más común): el Jefe de Orden saliente designa su sucesor y le transmite públicamente el cargo.
- Por designación: el sucesor es nominado por un restringido grupo de goliardas expresamente reunidos (por ejemplo el Pontífice de Turín, que se elige mediante cónclave)
- Por elección: los miembros del Orden, pero más frecuentemente una parte calificada de ellos, eligen"democráticamente" (la democracia es en realidad un concepto poco goliárdico) el nuevo Jefe de Orden.

La manifestación más alta de la soberanía goliárdica está representada por el derecho exclusivo de entonar el Gaudeamus dentro de cierto territorio. Tal derecho compete, por lo tanto, a los Jefes de Orden Soberano, los cuales por tradición pueden extenderlo a Jefes de Orden Menor o Vasallo (por ejemplo quando estos últimos organizan cenas o reuniones).
Existe también en la Goliardía la posibilidad del"golpe de Estado", que toma el nombre de fronda y que usualmente, excepto en raros casos, no está contemplado en los estatutos de los Órdenes.
La fronda consiste en el tentativo de deslegitimar y destituir"desde adentro" un Jefe de Orden, transfiriendo la soberanía a otro goliarda.
La forma"clásica" en la que se desarrolla una fronda es el siguiente: en una reunión o cena presidida por el Jefe de Orden que se quiere destituir, aquel que lidera el golpe de Estado entona el Gaudeamus y los presentes deciden si unirse al canto o bien"fuentear" (lanzar dentro de una fuente pública) al líder de la fronda. Obviamente, cuenta sobre todo el número y el nivel nobiliario de quienes siguen el canto y de quienes"fuentean". De este modo, se organizan dos grupos que se enfrentan, por tradición, en una discusión en un bar (incluso si no faltan las historias de tentativos de fronda que terminan poco goliárdicamente, a golpes) hasta la definición de un nuevo arreglo.
Los goliardas que han entrado a un Orden durante los últimos dos años de escuela superior (escuela secundaria de segundo grado), se denominan"bustina" ("bolsita") o"feto".

## Cantos
Los dos himnos de la Goliardía son:
- Gaudeamus Igitur: Himno internacional de la Goliardía.
- Di canti di gioia ("De cantos de alegría"): Himno estudiantil universitario italiano.

Junto a los dos himnos, existen muchos otros cantos goliárdicos.

## Órdenes

### Lista de los Órdenes Goliárdicos de Italia
| Ciudad                            |  | Orden                                                                          | Jefe                 |  |
| --------------------------------- |  | ------------------------------------------------------------------------------ | -------------------- |  |
| Bari (Soberano)                   |  | Sovrano Ordine Goliardico di Santa Stuta - S.O.G.S.S.                          | Gran Balì            |  |
| Bolonia (Soberano)                |  | Sacer Venerabilis Que Fictonis Ordo - S.V.Q.F.O.                               | Magnus Magister      |  |
| Camerino (Soberano)               |  | Magnus Ducatus Camerini                                                        | Dux Magno            |  |
| Cassino (Soberano)                |  | Sacer Ordo Abatia Cassini et MonteCassini (1969+32)                            | Abate                |  |
| Chieti (Soberano)                 |  | I Clerici                                                                      | Capo Fondatore       |  |
| Ferrara                           |  | Ducatus Estensis                                                               | Dux                  |  |
| Ferrara                           |  | Baronis Ordo Pomposiae                                                         |                      |  |
| Ferrara                           |  | Ordine de li Cavalieri de li Scacchi (1964)                                    |                      |  |
| Florencia (Soberano)              |  | Sovrano Commendevolissimo Ordine Goliardico di San Salvi (1926)                | Sovrano Gran Maestro |  |
| Foggia y provincia(Soberano)      |  | Sacro Dauno Impero Fovea (SDIF, 1969+36)                                       | Imperatore           |  |
| Génova (Soberano)                 |  | Supremo Ordo Goliardicus Liguriae - Dogatum Genuense - S.O.G.L. (1945)         | Doge                 |  |
| L'Aquila (Soberano)               |  | Sacer Ordo Ursa Majoris (1969+28)                                              | Stellar              |  |
| Lesina (Soberano)                 |  | Sacer Ordo Scorpionis 1969 Archivado el 4 de marzo de 2016 en Wayback Machine. | Príncipe             |  |
| Macerata (Soberano)               |  | Maximus Pontificatus Maceratensis                                              | Pontifex Maximus     |  |
| Mesina (Soberano)                 |  | Sacer Ordo Zammarrae                                                           | Gripho               |  |
| Milán (Soberano)                  |  | Sacra Goliae Confraternita S.G.C.                                              | Golia                |  |
| Módena (Soberano)                 |  | Ducatus Mutinensis Ordo Sovranus - D.M.O.S.                                    | Dux                  |  |
| Nápoles (Soberano)                |  | Sovrana Corte Lupes                                                            | Lupo Mannaro         |  |
| Palermo (Soberano)                |  | Supremo Ordine Goliardico dello Speron di Ferro                                | Magnus Magister      |  |
| Padua (Soberano)                  |  | Tribunato degli Studenti                                                       | Tribuno              |  |
| Parma (Soberano)                  |  | Ducatus Parmae, Placentiae, Guastallae, Lunigiana et Terrae Limitrophae        | Dux                  |  |
| Pavía                             |  | Sacrum Regnum Longobardorum                                                    | Rex                  |  |
| Pavía                             |  | Ordo Clavis Universalis                                                        |                      |  |
| Perugia (Soberano)                |  | Griphonatus Goliardiae Perusinae                                               | Gripho Triumphans    |  |
| Pisa (Soberano)                   |  | Sovranus ac venerabilis Ordo Torrionis - S.A.V.O.T.                            | Torrione             |  |
| Prato (Soberano)                  |  | Eroticus et Cenciosus Goliardicus Chiavacci Ordo - E.C.G.C.O.                  | Gran Gonfaloniere    |  |
| Roma (Soberano)                   |  | Pontificatus Romani Archigymnasii - P.R.A.                                     | Pontifex             |  |
| San Nicandro Garganico (Soberano) |  | Ordo Volantis Avis - O.V.A. (1950)                                             | Cunculus             |  |
| San Paolo di Civitate (Soberano)  |  | Sacro Impero Sampaulensis - S.I.S. (1967)                                      | Catapano             |  |
| Sassari (Soberano)                |  | Sovranus Ordo Gaudentis Favae (antecedente al 1969)                            | Pontifex             |  |
| Siena (Soberano)                  |  | Princeps Baliaque Senensium                                                    | Princeps             |  |
| Turín (Soberano)                  |  | Supremus Ordo Taurini Cornus atque Pedemontanus - S.O.T.C.A.P.                 | Pontifex             |  |
| Turín                             |  | Sacra Vola del Toson d'Oro (1969)                                              |                      |  |
| Trieste                           |  | Goliardicus Ordo Solis Orientis\|Goliardicus Ordo Solis Orientis - G.O.S.O.    | Tribunus             |  |
| Trieste                           |  | Portoguensis Orbis Magnus Ordo (1964)                                          |                      |  |
| Trieste                           |  | Mercedis Goliardicus Ordo (1955)                                               |                      |  |
| Údine (Soberano)                  |  | Angeli Goliardicus Ordo                                                        | Magnus Magister      |  |
| Urbino (Soberano)                 |  | Maximus Ordo Torricinorum - M.O.T.                                             | Duca                 |  |
| Vigevano (Soberano)               |  | Ordo Ducalis Viglebani (2002)                                                  | Princeps             |  |
| Extraterritorial                  |  | Sovranus Ordo Goliardicus Clerici Vagantes - S.O.G.C.V.                        | Gran Priore          |  |
| Extraterritorial                  |  | Kaliffato d'Al Baroh                                                           | Kaliffo              |  |
| Extraterritorial                  |  | Ordo Clavis Universalis                                                        | Ordine della Chiave  |  |
| Extraterritorial                  |  | Gens Goliae                                                                    | Ordo Musicorum       |  |

## Insignias
Por insignias se entienden los mantos, placas, sombreros, sayos, entre otros elementos. Estos indican el rango y la ciudad de pertenencia del goliarda.

### Feluca
La feluca (llamado también píleo, goliardo o birrete universitario) es el tradicional sombrero estudiantil, similar al que usaba Robin Hood, es patrimonio de todos los estudiantes de un ateneo. Usualmente, en la ceremonia de entrada, es"violado", es decir bautizado, y en algunas ciudades se le corta la punta y se le quita el lirio que trae en la superficie.
El color del falucho varía de acuerdo con la facultad a la que pertenece el estudiante. Por ejemplo, el color rojo distingue a los estudiantes de medicina; el azul, a los estudiantes de jurisprudencia; el blanco, a los estudiantes de letras; el verde, a los estudiantes de ciencias (matemáticas, física o ciencias naturales); y el negro, a los estudiantes de ingeniería. Generalmente, el color del falucho es igual al del carné universitario. En ocasiones, algunas tradiciones y costumbres locales hacen que en diferentes ciudades cambien dichos colores. Por ejemplo, los estudiantes de economía, distinguidos por el color amarillo de sus faluchos, en Turín y Génova los usan de color gris.
- Datos: Q1430008
- Multimedia: Goliardia / Q1430008